# ریزآران‌ای
ریزآران‌ای (microRNA یا به اختصار miRNA) یک مولکول کوچک RNA غیرکدکننده است که در گیاهان، جانوران و برخی از ویروس‌ها یافت می‌شود. این RNAها در یوکاریوت‌ها  دیده می‌شوند و حدود ۱۷–۲۳ نوکلئوتید طول دارند. وظیفهٔ اصلی آن‌ها در تنظیم بیان ژن پس از رونویسی است که با برهمکنش با آران‌ای پیک (mRNA) و خاموش کردن آن تولید پروتئین ژن مورد نظر را سرکوب و بعضاً فعال می‌کنند.
۶۰ درصد ژنوم پستانداران را تشکیل می‌دهند و ژنوم انسان می‌تواند حدود ۱۰۰۰ نوع از آن‌ها را رمزدهی کند. در متازوآها و قارچ‌ها و حتی گیاهان و جانوران انواع مختلف آن‌ها وجود دارد.

## تاریخچه
ریزآران‌ای‌ها در سال ۱۹۹۳و توسط Victor R. Ambros و همکارانش Rosalind Lee و Rhonda Feinbaum در حالی که روی ژن lin-۱۴ در کرم C. elegans کار می‌کردند کشف شد. در حقیقت یک میکرورنای ۲۲ نوکلئوتیدی با UTR ۳ رنای lin-۱۴ میانکنش داده و مانع از بیان آن می‌شود.

## ساخت miRNA
۴۰درصد از ریزآران‌ای‌ها از روی اینترون‌ها و اگزون ساخته می‌شوند. ایجاد حلقه در ساختار آن‌ها بسیار ضروری است و در عملکرد آن‌ها نقش اساسی دارد.
دو راه برای ساخت آن‌ها وجود دارد.
این مراحل ابتدا در هسته و سپس در سیتوپلاسم ادامه یافته تا ریزآران‌ای‌ نهایی ساخته شود.

### در هسته
در هسته دو مسیر برای ایجاد میکرو RNA اولیه وجود دارد.
- مسیر اول :ژن‌های رمز کنندهٔ یاخته توسط رناپلیمراز II رونویسی شده و سپس مراحل کلاهک گذاری و آدنیله شدن انتهای آن‌ها صورت می‌گیرد. در مرحلهٔ بعد RNA به صورت لوپ درآمده و به آن میکروRNA پیش سازpri_miRNA می‌گویند. این مرحله می‌تواند توسط آنزیم این واژه مطابق با واژگان گردآوری شدهٔ فرهنگستان زبان وادب فارسی بر گردان آنزیم است.</ref> رناپلیمرازIIIو از روی ژن‌ها ی RNA ناقل نیز انجام پذیرد. طول ساقه در این RNA حدود ۳۳جفت باز است و حلقهٔ بالایی آن دارای اندازهٔ متغیر است. وجود یک RNA تک رشته‌ای در بالادست و پایین دست حلقه برای عمل پروتیین کاتالیزوری ضروری است. پروتیین کاتالیزوری با ایجاد برش، آن را به میکروRNA اولیهpre_miRNA تبدیل می‌کند. این کاتالیزور برای عمل باپروتئین هسته‌ای با نام DiGeorge Syndrome Critical Region ۸ میانکنش داده و هم آرای میکروپروسسور را می‌سازد. برای برش حدود۱۱ نوکلئوتید از RNA دورشته‌ای و تک رشته‌ای یعنی بین ساقه‌های پایینی و بالایی رابرش می‌دهد.
- مسیر دوم : اینترون‌های ساخته شده توسط ماشین پیرایش یاخته به میکروRNA اولیه تبدیل می‌شوند.

میکروRNA اولیه یا primary microRNAدارای ۶۵نوکلئوتید است و درای ۲۲جفت باز از رنای دورشته‌ای و حلقهٔ بالایی است.
این رنا توسط پروتئین صادر کنندهٔ ۵ (exportin۵) به سیتوپلاسم یاخته هدایت می‌شود این پروتئین از خانوادهٔ کاریوفرین karyopherin می‌باشد.

### در سیتوپلاسم
دومین کاتالیزور، دایسر است که از سه بخش عملکردی تشکیل شده‌است. دارای دو دومین RNAaseو یک دومین متصل شونده به رنا می‌باشد هردومین تجزیه‌کننده، مسئول برش یک رشته از رنا می‌باشد؛ در نتیجه این زیمایه همواره روی دورشته کار می‌کند و ۲۲نوکلئوتید از انتهای ́۳را می‌بردو با انجام برش miRNA ساخته می‌شود.

### انواع میکروRNA
miRNA دو نوع است:
1) miRNA Oncogene 2) miRNA Tumor suppressor    

### مکانیسم های مسئول تجزیه miRNA طبیعی و سنتری در سلول
miRNA طبیعی توسط مکانیسم( TSN ( UPF1 helicase promotes TSN-mediated miRNA decay در داخل سلول تجزیه می شود ولی این مکانیسم نقشی در تجزیه miRNA سنتزی ندارد.
مکانیسم (OAS/RNase L ( OAS1 enzyme AND  Endoribonuclease RNase L  مسئول تجزیه  microRNA mimics در داخل سلول است. لذا با مهار این مکانیسم نیمه عمر miRNA mimics افزایش می یابد. [3]

## هم آرای خاموش کننده القاشونده توسط RNA
این هم آرا در حقیقت یک هم آرا از میکرو رنا و نوکلئوپروتئین است به همین خاطر به آن miRNPنیز گفته می‌شود. به این هم آرایی گاهی miRISC نیز گفته می‌شود.
این هم آرا علاوه بر میکرورنا دارای خانواده‌ای از پروتئین‌های آرگونات نیز می‌باشد. ریزآران‌ای‌ باید واسرشته شود تا یک رنای راهنما و یک رنای گذرا که به‌طور معمول تخریب می‌شود تولید شود. هم آرای حاصل به رناهای هدف که حاوی توالی‌های مکمل با RNAی راهنما هستند هدایت می‌شود. رنای هدف یا تجزیه می‌شود یا ترجمه اش مختل خواهد شد. در مواردی که RNAی هدف تجزیه می‌شود، آرگونات زیر واحد تجزیه‌ای است که شکست اولیهٔ رنای پیک را انجام می‌دهد. همانند دایسر این پروتئین‌ها نیز دارای زیرواحدهای متصل شونده به رنا و زیر واحدهای برش دهندهٔ RNA(ریبونوکلئازH) هستند. قلمروی متصل شونده انتهای ۳را گزینش می‌کند و قلمرو برش دهنده در مجاورت RNAیی که قرار است برش یابد قرار می‌گیرد. برش وسط ناحیهٔ دورشته‌ای رنای هدف-رنای راهنما و حدواسط نوکلئوتید ۱۰و۱۱ از انتهای ۵ رنای هدف انجام می‌گیرد.
بعضی آرگونات‌ها به‌طور مستقیم رونویسی را هدف قرار می‌دهندهمانندAgo۲
انسان ۸نوع پروتئین آرگونات دارد، که با توجه به توالی، آن هارا در دوخانواده یAGO(دارای چهار عضو در پستانداران هستند و در انسانE1F2C/hAgo نامیده می‌شوند) و PIWIتقسیم می‌کنند.

## عملکرد در یاخته
کار اصلی میکرو رناها در تنظیم ژن هاست. ریزآران‌ای‌هامکمل قسمتی از یک یا چندین رنای پیک هستند. در جانوران معمولاً با۳' UTR و در گیاهان معمولاً با ناحیه‌ای که رمز دهندگی دارد جفت می‌شوند.
ایجادجفت باز در ناحیهٔ پروموترباعث بریدگی رنای هدف می‌شود؛ که این یک مدل اولیه برای گیاهان است. ایجاد جفت باز سبب جلوگیری از ترجمه و مهار آن می‌شود.
گاهی میزان جفت شدگی بسیار کم و در حدود۲ تا ۷ جفت باز است در موارد این چنین، قدرت میکروآران‌ای کمتر است و هرچه میزان جفت شدگی بیشتر باشد قدرت عمل آن بیشتر است.
ریزآران‌ای‌ها در یاخته با تأثیر بر متیله شدن ژن و تغییرات هیستونی و چندین روش دیگر روی بیان ژن مؤثر خواهند بود.
رناهای دورشته‌ای هم می‌توانند بر روی بیان ژن دخالت داشته باشند و بیان ژن را افزایش دهند. به این رناها RNAa می‌گویند؛ که پروموتر را هدف قرار می‌دهند و رونویسی ژن‌های مجاور را القا می‌کنند. در انسان به این‌ها saRNAمی‌گویند.

## تحول در طول حیات
میکروآران‌ای‌ها ازجمله عواملی هستند که برای بررسی تکامل موجودات قابل استفاده‌اند و از جمله علامت‌های فیلوژنیک می‌باشند. از طرفی خودشان نیز در طول حیات دچار تغییراتی شده‌اند از جمله عواملی که سبب ایجاد آن‌ها شد دو برابر شدگی و ورود و خروج قطعه‌های دنایی ونفوذ عوامل سنجاق سری در نواحی که رمز دهندگی ندارند می‌باشد. میکرورناهای پیش تر کم‌تر تحت تأثیر بوده‌اند و در باکتری‌ها به‌طور کامل از بین رفته‌اند.

## آزمایش‌های بررسی میکرو RNAها
به وسیلهٔ واکنش‌های پی سی آر در زمان واقعی می‌توان تولید ریزآران‌ای‌ها را بررسی کرد. دو روش کلی برای اندازه گیری میکرو RNA بالغ با استفاده از روش ریل تایم PCR عبارتند از روش stem-loop RT  و روش مبتنی بر Polyadenylation  البته روشهای دیگری نیز برای سنجش miRNA به روش ریل تایم PCR وجود دارد که چندان مرسوم نیستند. در روش استم لوپ نمونه RNA استخراج شده توسط پرایمر اختصاصی با طراحی ویژه به cDNA تبدیل شده و در نهایت ارزیابی میزان بیان میکروRNA توسط روش RealtimePCR انجام میشود اما در روش پلی آدنیلاسیون کلیه RNA استخراج شده به cDNA تبدیل شده و در مرحله realtime PCR مورد استفاده قرار میگیرد. به همین دلیل روش ریل تایماین مولکول‌ها می‌توانند به ریزآرایه‌ها هیبرید شوند. حدود صدها یا هزاران میکرو رنا می‌تواند به چیپ متصل گردد.
فعالیت این مولکول‌ها با استفاده از(LNM (locked nucleic acid و مورفولینو یا ۲'-O-methyl RNA می‌تواند مهار شود. علاوه بر این می‌تواند آنتاگومیکروها را نیز خاموش و غیرفعال گردد. استفاده از LNAیک روش قوی است در نتیجه از دست رفتن شکلLMAافزایش حساسیت و ساخت میکرو رناهای کوچک را به دنبال دارد.

## میکرو رنا و بیماری‌ها
ریزآران‌ای‌هامی‌توانند عمل یاخته یوکاریوت را تحت تأثیر خود قرار دهند. تاکنون بیماری‌های مختلفی از جمله انواع سرطان، دیابت، بیماری‌های قلبی-عروقی با miRNAها مرتبط بوده‌اند.

### ریزآران‌ای‌ها و سرطان
MicroRNA-۲۱ اولین میکرورنایی بود که به عنوان oncomiR شناخته شد. مطالعه روی ژن mice نشان داد؛ جهش در پروتئین c-Myc می‌تواند عامل چندین سرطان باشدبه طوریکه همانند ریزآران‌ای‌ عمل کرده و در یاخته‌های لمفوما سبب سرطان می‌شود. لوسمی می‌تواند در اثر وارد شدن ژنوم ویروس باشد و افزایش ریزآران‌ای‌ها را به دنبال داشته باشد همچنین ریزآران‌ای‌ها می‌توانند با جلوگیری از ساخت پروتئین E2F۱ تقسم یاخته را تنظیم کنند.

### ریزآران‌ای‌ها و بیماری‌های قلبی - عصبی
این مولکول‌ها می‌توانند باتاثیر بر قلب سبب کاردیومیوپاتی شوند. همچنین می‌توانند مراحل مختلف سیناپس را تحت تأثیر قرار دهند miR-132, miR-۱۳۴. و miR-۱۲۴ سبب دندریوژنز و miR-۱۳۴ و miR-۱۳۸ روی سیناپس اثرگذار هستند.بیماری اسکیزوفرنی ازجمله نمونه‌های بیماری‌زایی آن‌ها در سیستم عصبی است.

## ریزآران‌ای‌ها و نواحی غیر رمز دهنده
1. هنگامی که در سال ۱۹۹۹ نقشهٔ ژنومی اولین فام تن[۳] انسان کشف شد؛ حدود ۱۰۰هزار ناحیهٔ رمز دهنده وجود داشت؛ که تنها ۲۰هزار پروتئین برای آن کشف شده بود. آزمایش بسیار روی کتابخانه‌های دنا و توالی‌های دنایی نشاند داد؛ ریزآران‌ای‌هایی وجود دارند که سدی برای تبدیل رمزهای الیگونوکلئوتیدی به رمزهای پروتئینی هستندو به آن‌ها آنتاگومیر می‌گویند. چندین SnoRNA و میکرورنا در این زمینه کشف شده‌اند.
2. پانویس

1. ↑  رنا مطابق با واژگان گردآوری شده فرهنگستان زبان وادب فارسی بر گردان آران‌ای ورنای پیغامبر منظور mRNA است.
2. ↑  «کیت اندازه‌گیری کمی میکروRNA». شرکت آنا سلول طب - آنا سل. بایگانی‌شده از اصلی در ۲۸ مارس ۲۰۲۲. دریافت‌شده در ۲۰۲۰-۰۸-۲۰.
3. ↑  این واژه مطابق با واژه‌های گردآوری شدهٔ فرهنگستان زبان و ادب فارسی برگردان کروموزوم است.